# Storhörun
Storhörun is een Zweeds rotseiland/zandbank behorend tot de Pite-archipel. Het is een van de buitenste eilanden van de archipel. Het langgerekt eiland ligt in het verlengde van de noordpunt van Stenskäret. Samen met dan eiland en met het noordelijker gelegen Lillhörun, maakt het sinds 1997 deel uit van het Natuurreservaat Bondöfjärd, dat meerdere eilanden van hetzelfde type herbergt.  Storhörun is opgenomen in de corridor Natura 2000. Gedurende het broedseizoen van 1 mei tot 31 juli mag het eiland niet benaderd worden binnen een straal van 200 meter.
Andere eilanden in het reservaat: Stenskäret, Lillhörun,  Stor-Sandskäret, Lill-Sandskäret, Huvan, Sandskärsgrundet, Klinten, Tallskäret, Hällskäret, Hällskärsgrundet, Yttre Degerstensgrundet, Baljan, Medgrundet, Medgrundsrevet, Spaningsören, Storrevet, Lillrevet en Grundkallen.
Eiland: Baggen · Baljan · Bergön · Bergskäret · Bergvättingen · Berkön · Bondökallarna · Bondökallrevet · Bondön · Bursfjärdgrundet · Degerbergsgrundet · Djupgrunden · Döman · Fårön (Piteå) · Fårön (Trundön) · Fjärdvättingen · Fjuksören · Fjuksörrevet · Flottgrunden · Fördärvet · Furuholmen · Görjeskäret · Gråsjähällan · Gråsjälen · Gråsjälgrundet · Grundkallen · Grytan · Guldsmeden · Hällen · Hällskäret · Hällskärsgrundet · Halsören · Hamngrunden · Hamnholmen · Hamnviksgrundet · Hans-Persagrundet · Haraholmsrevet · Huvan · Innersten Bondökallen · Innerstholmen-Bastaholmen · Inre Mjoögrunden · Inre Mörögrundet · Jävre Sandön · Jävreholmen · Klacken · Klemmeten · Klemmetgrundet · Klingergrundet · Klingergrundsrevet · Klinten · Kluntarna · Kluntbrotten · Krokamargit · Lakakallarna · Långörarna · Lappskatagrundet · Lavholmen · Lellrevet · Lill Björn · Lill Rönnskär · Lillhörun · Lill-Leskäret · Lill-Räbben · Lill-Renörarna · Lillrevet · Lill-Sandögrundet · Lill-Sandskäret · Lill-Svinören · Lönngrundet · Lövgrundet · Malen · Malkallen · Medgrundet · Medgrundsrevet · Mellerstön · Mitten Bondökallen · Mjoön · Mörgrundet · Mosesholmen · Näsgrundet · Nörd-Fårön · Nörd-Haraholmen · Nörd-Mörön · Norra revet · Nötögrundet · Nötön · Ol-Svensakallen · Ol-Svensastenarna · Orrskäret · Orrskärsgrundet · Orrskärsrevet · Örsgrönnan · Patta Peken · Peken · Pitholmen · Pultvikhällan · Rävagrundet · Renön · Renskär · Renskärsrevet · Ringelrevet · Sandöklubben · Sandön · Sandskärsgrundet · Sandskärshörn · Skabbgrundet · Skottgrundet · Sladagrunden · Smågrunden · Söran · Sör-Fårön · Sör-Haraholmen · Spaningsören · Stenskäret · Stor Dödmannen · Storfjärdsgrunden · Storgrundet · Storhörun · Stor-Leskäret · Stor-Räbben · Stor-Renörarna · Storrevet · Stor-Sandskäret · Storstenen · Storstenrevet · Stor-Svinören · Tallskäret · Timmermannen · Trundön · Trutgrundet (Bergön) · Trutgrundet (Bondön) · Tvarun · Vargön · Västra revet · Vidvästern · Vorrskärsgrundet · Yttersten Bondökallen · Ytterstholmen · Yttre Degerstensgrundet · Yttre Mjoögrunden · Yttre Mörögrundet · Yxvättingen
Ondiepte: Storstengrundet
Baljan · Grundkallen · Hällskäret (Piteå) · Hällskärsgrundet · Huvan · (Jävreholmen) · Klinten · Lillhörun · Lillrevet · Lill-Sandskäret · Medgrundet · Medgrundsrevet · Sandskärsgrundet · Stenskäret · Stor-Sandskäret · Spaningsören · Storhörun · Storrevet (Piteä) · Söran · Tallskäret · Trutgrundet (Bondön) · Västra revet · Yttre Degerstensgrundet